# 夏延河

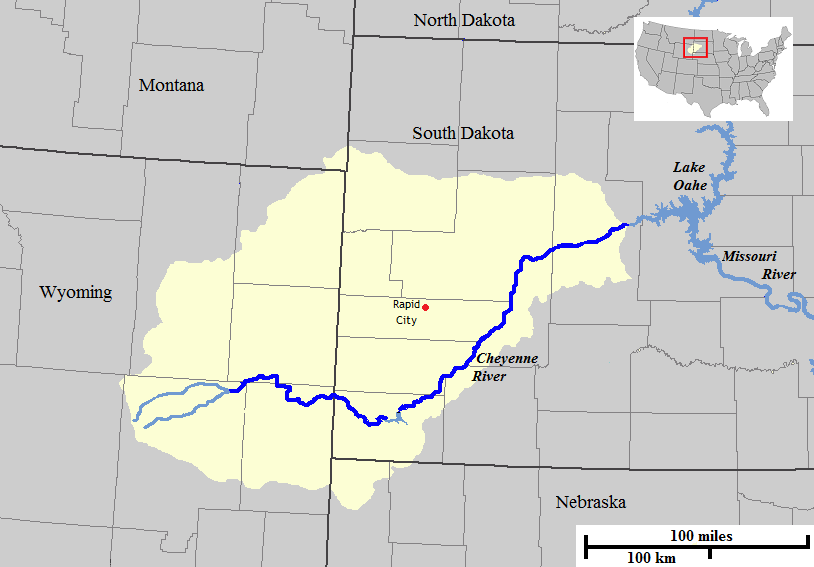
夏延河的流域图

夏延河（或写作Chyone River）名字来自曾经生活在那里的夏延族原住民，是密苏里河的一条支流，位于美国的怀俄明州和南达科他州，长约为475公里，流域面积约62 800平方公里，其中约60%的流域面积位于南达科他州。